# شین جت
شین دیوید جت (متولد ۵ دسامبر ۱۹۷۴) یک سیاستمدار آمریکایی اهل ایالت اوکلاهما است. او از سال ۲۰۰۴ تا ۲۰۱۰ عضو مجلس نمایندگان اوکلاهاما بود و به نمایندگی از منطقه ۲۷ مجلس نمایندگان بود. او همچنین به عنوان رئیس هیئت مشاوره توسعه جامعه صندوق CDFI خزانه داری ایالات متحده خدمت می‌کند.
جت برای اولین بار در ۵ نوامبر ۲۰۰۲ برای یک کرسی در مجلس نمایندگان اوکلاهاما نامزد شد. او توسط نماینده فعلی دموکرات دیل اسمیت شکست خورد.